# Elias Toufexis
Elias Toufexis est un acteur canado-américain. Il a joué des personnages à la télévision et dans des jeux vidéo, principalement dans les genres de science-fiction et de fantasy.

## Carrière

### Cinéma et télévision
Au début, Toufexis a joué dans de petits rôles à la télévision, avant de jouer Morton dans le téléfilm The Five People You Meet in Heaven, basé sur un livre de Mitch Albom.
Toufexis continue avec des apparitions dans Smallville en tant que Bronson, un personnage qui peut voyager entre les fréquences radio et kidnapper Lex Luthor. Son troisième personnage dans Smallville était Emil Lasalle, alias Warp, un membre de la Suicide Squad de DC Comics.
Il est depuis apparu dans des dizaines d'émissions de télévision, notamment Criminal Minds, The Listener, Painkiller Jane, Flashpoint, Flash Gordon, Stargate Atlantis, Lost Girl et Houdini & Doyle.
Il est également apparu dans The Expanse, où il joue deux personnages. Dans la première saison, il joue le rôle de Kenzo Gabriel, un espion qui rejoint l'équipage du Rocinante. Dans la deuxième saison, il incarne, via la capture de performance, le rôle de la créature hybride.
En 2022, Toufexis rejoint le casting de la cinquième saison de Star Trek Discovery dans le rôle du personnage récurrent L'ak, avec une sortie annoncée en 2024.

### Jeux vidéo
Toufexis a commencé sa carrière de doublage dans le jeu vidéo en 2006 avec Need for Speed: Carbon. Deux de ses personnages les plus populaires sont Andriy Kobin et Adam Jensen. Kobin est l'un des méchants de Tom Clancy's Splinter Cell: Conviction . Il a repris le rôle, cette fois en tant que personnage secondaire principal dans Tom Clancy's Splinter Cell: Blacklist. Adam Jensen est le personnage principal de Deus Ex: Human Revolution. L'épouse de Toufexis, Michelle Boback, a joué un rôle secondaire dans ce jeu en tant que scientifique Megan Reed. Toufexis a déclaré publiquement qu'il était un fan de la série Deus Ex, en particulier celle sortie en 2000. Toufexis a été choisi pour jouer le protagoniste de Far Cry 3, Jason Brody. Cependant, il a été remplacé par un autre doubleur, Gianpaolo Venuta, après avoir travaillé sur le rôle pendant deux ans, car l'éditeur du jeu ne voulait pas que les joueurs confondent Brody avec Jensen. Il a joué le rôle principal dans Far Cry Primal, un spin-off de la série Far Cry. Toufexis a repris son rôle de Jensen dans Deus Ex: Mankind Divided, une suite de Human Revolution. Le 28 février 2018, Toufexis a annoncé sur Twitter qu'il prêtait sa voix à un personnage du nouveau jeu vidéo BattleTech de Harebrained Schemes, déclarant qu'il avait recherché un rôle et qu'il avait été accepté. Ce personnage s'est révélé plus tard être le Commodore Samuel Ostergaard de la marine du Concordat de Taurie, un antagoniste principal du jeu.

## Vie privée
Toufexis est devenu citoyen américain naturalisé le 27 janvier 2025.

## Filmographie

### Film
| Year | Title                                     | Role           |
| ---- | ----------------------------------------- | -------------- |
| 2004 | Brilliant                                 | Adam           |
| 2004 | Sœurs de glace                            | Roger          |
| 2007 | Max Steel: Dark Rival                     | Iago           |
| 2008 | Max Steel: Bio Crisis                     | Iago           |
| 2012 | Imaginaerum                               | Mr. White      |
| 2013 | La Légende de Sarila                      | Kauji          |
| 2013 | Louis Cyr : L'Homme le plus fort du monde | Bryce Johnston |
| 2015 | Len and Company                           | Robert         |

### Télévision
| Year             | Title                               | Role                              |
| ---------------- | ----------------------------------- | --------------------------------- |
| 2004             | Fries with That?                    | Dwayne                            |
| 2004             | The Days                            | Josh                              |
| 2004             | The Dead Zone                       | Punk #2                           |
| 2004             | Dead Like Me                        | Brian                             |
| 2004             | The Five People You Meet in Heaven  | Morton                            |
| 2004, 2006, 2010 | Smallville                          | Emil LaSalle, Bronson, Luke       |
| 2005             | Coroner Da Vinci                    | Constable Dan Archibald           |
| 2005             | Bloodsuckers                        | Officer Brackish                  |
| 2006             | Le Messager des ténèbres            | Zeke                              |
| 2006             | Blade                               | Young Donny Flannigan             |
| 2006             | Kraken : Le Monstre des profondeurs | Keith                             |
| 2006             | Supernatural                        | Ansem 'Webber' Weems              |
| 2006             | Stargate Atlantis                   | Replicator                        |
| 2007             | Painkiller Jane                     | Howie                             |
| 2007             | Flash Gordon                        | Rundle                            |
| 2009             | Les Sables de l'enfer               | Private Andrews                   |
| 2010             | Eureka                              | Adam Barlowe                      |
| 2010             | Lost Girl                           | Michael Connel                    |
| 2011             | The Listener                        | Dmitry Volkov                     |
| 2011             | Against the Wall                    | O'Leary                           |
| 2011             | Flashpoint                          | Danny Lucic                       |
| 2012             | Rookie Blue                         | Charlie Davis                     |
| 2012             | Alphas                              | Cornell Scipio                    |
| 2013             | Zero Hour                           | Colleague                         |
| 2013             | Played, les infiltrés               | Donny Blair                       |
| 2014             | Ascension                           | Mark Hayes                        |
| 2014–2016        | Bitten                              | Joey Stillwell                    |
| 2016             | Screen Junkies                      | Adam Jensen / Himself             |
| 2016             | Les Mystères de Londres             | Roland Carson                     |
| 2016–2018        | The Expanse                         | Kenzo, US Marine, Hybrid, Monster |
| 2017             | Shadowhunters                       | Jonathan Morgenstern              |
| 2017, 2024       | Star Trek: Discovery                | Cold, L'ak                        |
| 2019             | Esprits criminels                   | Dustin Eisworth                   |
| 2019–2020        | Marisa Romanov                      |                                   |
| 2020–present     | Blood of Zeus                       | Seraphim                          |
| 2021             | FBI                                 | Curt Williams                     |
| 2021–2022        | Blade Runner: Black Lotus           | Drove, SWAT officer, guard A      |
| 2022             | New Amsterdam                       | Ronnie Cooper                     |

### Jeux vidéo
| Year | Title                                  | Role                              |
| ---- | -------------------------------------- | --------------------------------- |
| 2006 | Need for Speed: Carbon                 | Sal Mustela                       |
| 2007 | Assassin's Creed                       | Rafiq informers                   |
| 2008 | Tom Clancy's Rainbow Six: Vegas 2      | Gabriel Nowak                     |
| 2008 | Tom Clancy's EndWar                    | X-397 pilot                       |
| 2008 | Suikoden Tierkreis                     | Asad / Logan                      |
| 2009 | Assassin's Creed II                    | Federico Auditore da Firenze, Ugo |
| 2010 | Silent Hunter 5                        |                                   |
| 2010 | Tom Clancy's Splinter Cell: Conviction | Andriy Kobin                      |
| 2010 | Prince of Persia : Les Sables oubliés  | Malik's Royal guardsman           |
| 2010 | Tom Clancy's H.A.W.X 2                 | miscellaneous                     |
| 2010 | Shaun White Skateboarding              | Snail                             |
| 2010 | Assassin's Creed: Brotherhood          | Federico Auditore da Firenze      |
| 2011 | Deus Ex: Human Revolution              | Adam Jensen                       |
| 2011 | James Noir's Hollywood Crimes          | Lt. Matt Booker                   |
| 2011 | Assassin's Creed: Revelations          | Byzantine guards                  |
| 2012 | I Am Alive                             | Henry                             |
| 2013 | Dota 2                                 | Adam Jensen announcer             |
| 2013 | Tom Clancy's Splinter Cell: Blacklist  | Andriy Kobin                      |
| 2013 | Contrast                               | Johnny Fenris                     |
| 2014 | Hearthstone                            | Husam, infested goblin, Nightmare |
| 2014 | Assassin's Creed Unity                 | Jacques Roux                      |
| 2015 | Dying Light                            | Christof Merpe                    |
| 2015 | Hellraid                               | Alistair the Knight               |
| 2016 | Fallout 4: Far Harbor                  | Grand Zealot Brian Richter, Cog   |
| 2016 | Far Cry Primal                         | Takkar                            |
| 2016 | Deus Ex: Mankind Divided               | Adam Jensen                       |
| 2017 | Fortnite                               | Ragnarok, The Major               |
| 2017 | The Long Dark                          | Mathis                            |
| 2018 | BattleTech                             | Commodore Samuel Ostergaard       |
| 2018 | Thief of Thieves                       | Erasmo Nicchi                     |
| 2018 | Marvel's Spider-Man                    | additional voices                 |
| 2018 | Call of Duty: Black Ops 4              | additional voices                 |
| 2018 | Lego DC Super-Villains                 | Arkham cop, Parademons            |
| 2018 | Assassin's Creed: Odyssey              | Leonidas, Nikolaos                |
| 2018 | Last Year: The Nightmare               | Slasher                           |
| 2019 | Death Stranding                        | The Timefall Farmer / Mule        |
| 2019 | MechWarrior 5: Mercenaries             | Sebastian Spears                  |
| 2020 | The Last of Us: Part II                | additional voices                 |
| 2020 | Call of Duty: Black Ops Cold War       | Maxim Antonov                     |
| 2020 | Immortals Fenyx Rising                 | Prometheus                        |
| 2021 | The Walking Dead: Survivors            | Vayne                             |
| 2021 | Back 4 Blood                           | Garner                            |
| 2022 | Horizon Forbidden West                 | additional voices                 |
| 2022 | As Dusk Falls                          | Vince                             |
| 2022 | Gotham Knights                         | Oswald Cobblepot / The Penguin    |
| 2023 | Starfield                              | Sam Coe                           |
| 2023 | Star Trek: Resurgence                  | Galvan, Hadri                     |
| 2024 | Flintlock: The Siege of Dawn           | Baz                               |
| 2025 | Dynasty Warriors: Origins              | Yu Jin                            |